# Anja Haas
Anja Haas (* 30. Mai 1971 in Zell am Ziller) ist eine ehemalige österreichische Skirennläuferin. Sie gehörte in der ersten Hälfte der 1990er-Jahre zu den stärksten österreichischen Abfahrtsläuferinnen und erzielte auch in der Kombination gute Ergebnisse. In der Abfahrt gewann sie drei Weltcuprennen und die Bronzemedaille bei den Weltmeisterschaften 1993.

## Biografie
Anja Haas besuchte die Skihauptschule in Neustift und anschließend die Skihandelsschule in Stams. Erste internationale Erfolge erzielte sie bei den Juniorenweltmeisterschaften, an denen sie von 1988 bis 1990 teilnahm. Nachdem sie 1988 bereits einen fünften Platz in der Abfahrt erreicht hatte, gewann sie 1989 in Aleyska zwei Bronzemedaillen in der Abfahrt und in der Kombination und 1990 in Zinal eine weitere Bronzemedaille in der Kombination. Im selben Zeitraum stand sie auch bei den österreichischen Juniorenmeisterschaften mehrfach auf dem Podest. Obgleich sie bei den Juniorenrennen in allen Disziplinen gute Leistungen zeigte, konzentrierte sie sich im Weltcup vorwiegend auf die Abfahrt. Dass sie auch im Slalom Potential besaß, bewies sie mehrmals durch gute Ergebnisse in Kombinationen.
In der Saison 1989/90 gewann Haas mit zwei neunten Plätzen in den Kombinationen von Steamboat Springs und Haus im Ennstal erstmals Weltcuppunkte. Ab 1990 gehörte sie der Nationalmannschaft des Österreichischen Skiverbandes an und kam regelmäßig im Weltcup zum Einsatz. Nach vier weiteren Top-10-Platzierungen feierte die damals 19-Jährige in der Abfahrt von Furano am 24. Februar 1991 ihren ersten Weltcupsieg. Für eine mögliche Teilnahme an den Weltmeisterschaften in Saalbach-Hinterglemm kam dieser Erfolg jedoch zu spät, dort war sie nur Zuschauerin gewesen. Drei Wochen nach ihrem Sieg erreichte Haas den zweiten Platz in der Abfahrt von Vail, womit sie in der Saison 1990/91 Siebte im Abfahrtsweltcup und Zwölfte im Gesamtweltcup wurde. Zudem belegte sie wie im Vorjahr den achten Platz in der Kombinationswertung und sie wurde 1991 Österreichische Abfahrtsmeisterin.
In der Saison 1991/92 hatte Haas dann einige Mühe die guten Ergebnisse ihres ersten vollen Weltcupwinters zu bestätigen. Letztendlich blieb ein zweiter Platz in der Kombination von Schruns ihr bestes Weltcupergebnis. In der Abfahrt kam sie nicht über einen fünften Platz hinaus, denn Anfang Februar erlitt sie in Grindelwald einen Kreuzbandriss, worauf die Saison für sie vorzeitig zu Ende war. Den nächsten Winter begann Haas mit einem fünften Platz in der Abfahrt von Vail. Danach kam sie aber erst Ende Jänner wieder unter die besten zehn. Nachdem sie die Olympischen Spiele im Vorjahr verletzungsbedingt versäumt hatte, konnte sie in diesem Jahr erstmals an einem Großereignis teilnehmen. Bei den von schlechten Wetterverhältnissen geprägten Weltmeisterschaften 1993 im japanischen Morioka-Shizukuishi erreichte sie doch etwas überraschend den dritten Platz in der Abfahrt und gewann hinter der Kanadierin Kate Pace und der Norwegerin Astrid Lødemel die Bronzemedaille. Danach ging es auch im Weltcup wieder bergauf und zwei Wochen nach der WM-Abfahrt stand sie im Schweizer Veysonnaz zum zweiten Mal auf Platz eins in einer Weltcupabfahrt. Zu Saisonende belegte sie schließlich den vierten Platz im Abfahrtsweltcup, der ihr bestes Ergebnis in einem Disziplinenweltcup war.
Die Saison 1993/94 begann Haas nach Platz 18 in Tignes mit ihrem dritten Weltcupsieg in der Abfahrt von St. Anton am Arlberg. Danach blieben vordere Platzierungen allerdings weitgehend aus, nur im Jänner erzielte sie einen sechsten Platz in der Abfahrt von Cortina d’Ampezzo. Auch bei den Olympischen Winterspielen 1994 in Lillehammer gelang ihr kein ansprechendes Resultat. In der Abfahrt, die in Kvitfjell ausgetragen wurde, platzierte sie sich mit über drei Sekunden Rückstand lediglich auf Rang 31 und in der Kombination schied sie im ersten Slalomdurchgang aus, nachdem sie in der Kombinationsabfahrt den ebenfalls enttäuschenden 23. Platz belegt hatte. Am Ende des Winters zog sie sich in der Abfahrt von Vail eine schwere Beckenverletzung zu, weshalb sie erst spät das Training für die nächste Saison aufnehmen konnte. Während der gesamten Saison 1994/95 war sie aber durch anhaltende Rückenschmerzen infolge ihres Sturzes beeinträchtigt und ein 24. Platz in der Abfahrt von Åre blieb ihr bestes Weltcupergebnis in diesem Winter. Nicht viel besser waren ihre Ergebnisse zu Beginn des nächsten Winters und Haas entschloss sich während der Saison 1995/96 ihre Karriere im Alter von 24 Jahren zu beenden.

## Erfolge

### Olympische Winterspiele
- Lillehammer 1994: 31. Abfahrt

### Weltmeisterschaften
- Morioka 1993: 3. Abfahrt

### Weltcup
- Saison 1989/90: 8. Kombinationsweltcup
- Saison 1990/91: 7. Abfahrtsweltcup, 8. Kombinationsweltcup
- Saison 1991/92: 6. Kombinationsweltcup
- Saison 1992/93: 4. Abfahrtsweltcup, 10. Kombinationsweltcup
- Saison 1993/94: 10. Abfahrtsweltcup
- 5 Podestplätze, davon 3 Siege:

| Datum             | Ort       | Land       | Disziplin |
| ----------------- | --------- | ---------- | --------- |
| 24. Februar 1991  | Furano    | Japan      | Abfahrt   |
| 27. Februar 1993  | Veysonnaz | Schweiz    | Abfahrt   |
| 18. Dezember 1993 | St. Anton | Österreich | Abfahrt   |

### Juniorenweltmeisterschaften
- Madonna di Campiglio 1988: 5. Abfahrt, 8. Super-G
- Aleyska 1989: 3. Abfahrt, 3. Kombination, 6. Slalom, 19. Riesenslalom
- Zinal 1990: 3. Kombination, 8. Slalom, 10. Riesenslalom, 17. Abfahrt

### Österreichische Meisterschaften
- Österreichische Meisterin in der Abfahrt 1991